# 남선알미늄
SM남선알미늄(南鮮―, 영어: Namsun Aluminum Co., Ltd.)은 대한민국의 알루미늄 제조 기업이며, 삼라마이다스그룹(이하 'SM그룹')의 자회사이다. 또한, 유가증권시장에 상장되어 있는 기업이다. 남선알미늄 계열사인 SM그룹 삼환기업의 이계연 고문이 이낙연 전 대표의 친동생이라는 이유로 이낙연 테마주로 여겨진다.

## 연혁

### 1940년대
- 1947년 남선경금속공업사(南鮮輕金屬工業社) 설립

### 1960년대
- 1965년 압출공장 설립

### 1970년대
- 1970년 알루미늄 합금 압출 형재 KS표시 허가 획득
- 1973년 남선경금속 공업 주식회사로 변경
  - 법인명 변경
- 1978년 기업공개

### 1980년대
- 1987년 달성 건재공장 준공
- 1988년 알루미늄 합금제 창호 KS표시 허가 획득
- 1989년 달성 주조공장 준공

### 1990년대
- 1990년 (주)남선알미늄 상호 변경
- 1992년 기술연구소 설립
- 1998년 구미공장 준공
- 1998년 ISO-9001(품질보증시스템) 인증 획득

### 2000년대
- 2000년 남선 물류센터 준공(왜관)
- 2006년 ISO/TS 16949 인증 획득
- 2007년 SM그룹 신규편입
- 2007년 사업목적 추가
  - 플라스틱 제조 및 판매업, 금형 제작 제조 및 판매업
- 2008년 신규사업추진
  - 신재생에너지, 방폭창 개발사업
- 2008년 합성수지(PVC)창호용 형재 KS표시 인증 획득
- 2008년 자동차 사업부문 대우라이프(주) 인수합병
- 2009년 노사문화 우수기업 인증
  - 노동부(現 고용노동부)

### 2010년대
- 2010년 우수 납세의무 이행기업 표창
  - 기획재경부(現 기획재정부)
- 2010년 3,000만불 수출의 탑 수상
  - 대통령 표창
- 2011년 사업목적 추가
  - 합성목재 제조 및 판매업, 조경시설물 설치공사업
- 2011년 ISO14001 환경경영시스템 인증
- 2012년 5,000만불 수출의 탑 수상
  - 대통령 표창
- 2012년 사업목적 추가
  - 마그네슘 압출 사업, 유리온실 사업, 축산물 분뇨처리 사업
- 2013년 트루컴퍼니상 수상(장애인신뢰고용기업)
- 2013년 장년고용 촉진 국무총리 표창 수상
- 2014년 투명회계기업 최우수상 수상
- 2014년 1억불 수출의 탑 수상

## 사업 부문
- 알루미늄 사업부문
- 자동차 사업부문

## 기업 실태
- 2000년 6월 23일 (주)남선알미늄(이하 '남선알미늄')은 "유상증자, 무상증자와 액면분할 등을 실시할 계획이 전혀 없다."라고 하였다. 변재호 과장은, "회사의 유보율도 높고, 회사 실적도 호전되고 있어 이번 안건 중 하나인 '정관변경안'이 증자를 염두에 둔 것 아니냐라는 문의를 자주 받곤하지만, 현재는 증자나 액면분할 등의 계획을 갖고 있지는 않다."라고 밝혔고 이어 "발행예정 주식의 총수를 늘리는 건 만일의 경우에 대비하는 차원에서 하는 것일 뿐 유상 및 무상증자 등을 염두에 두고 하는 것은 전혀 아니다."라고 밝힌 바 있다.[2]
- 2001년 7월 11일 (주)남선알미늄(이하 '남선알미늄')측은, 워크아웃 종료설에 대해 조회공시에서 "남선알미늄의 워크아웃 종료설은 사실무근이다."라고 밝힌 바 있다.[3]

## 같이 보기
- 알루미늄
- 자동차